# Édouard Payen (homme politique)
Pour les articles homonymes, voir Payen.
Ne pas confondre avec Édouard Payen, industriel dans le secteur textile.
Édouard Payen est un homme politique français né le 20 août 1869 à Montrieux-en-Sologne (Loir-et-Cher) et décédé le 10 mai 1960 à Paris.

## Biographie
Journaliste et économiste, il entre au journal des Débats en 1893, et y reste jusqu'en 1940. Il écrit aussi pour l'économiste français et la Quinzaine coloniale. Il est maire de Montrieux de 1909 à 1945, succédant à son père qui était maire depuis 1870. Il est député de Loir-et-Cher de 1920 à 1924, inscrit au groupe d'action républicaine et sociale. Il est élu à l'académie des sciences morales et politiques en 1939.